# Hu, Xi'an
Hu, tidigare romaniserat Huhsien, är ett härad som lyder under provinshuvudstaden Xi'ans stad på prefekturnivå i Shaanxi-provinsen i nordvästra Kina.
Häradet är bland annat känt för biangbiangnudlarna, som kommer från byn Kangwang (kinesiska: 康王村?, pinyin: Kāngwáng cūn).

## Källa
1. ↑  ”worldpostmarks.net”. Arkiverad från originalet den 2 januari 2015. https://web.archive.org/web/20150102101710/http://worldpostmarks.net/HTML%20Countries/china.htm. Läst 22 juli 2015.